# Definitive Jux
Definite Jux ('Def Jux) er et kendt rap pladeselskab startet af produceren El-P (tidligere medlem af Company Flow)
Selskabet har været kendt for at have mange nyskabende og forskellige kunstnere, og derved er de med til at flytte grænserne for rap musikken. 

## Kunstnere
- Aesop Rock
- C-Rayz Walz
- Cage
- Cannibal OX
- Murs
- Mr.Lif
- The Perceptionists
- RJD2
- Hangar 18

| Musik | Spire Denne musikartikel er en spire som bør udbygges. Du er velkommen til at hjælpe Wikipedia ved at udvide den. |